# Liste der Ehrenbürger von Rottenburg an der Laaber
Die Ehrenbürgerwürde ist die höchste Auszeichnung, welche die Stadt Rottenburg a.d.Laaber zu vergeben hat.
Seit 1877 wurden folgende Personen zu Ehrenbürgern ernannt.
Hinweis: Die Auflistung erfolgt chronologisch nach Datum der Zuerkennung. Die Liste ist nach 1958 vermutlich nicht vollständig.

## Die Ehrenbürger der Stadt Rottenburg a.d.Laaber
1. Jakob Schambeck
Privatier
Verleihung 1877
2. Josef Söllner
Geistlicher Rat, Pfarrer
3. Leopold Monifelder
Geistlicher Rat, Pfarrer
4. Ludwig Dechant
Bezirksbaurat
5. Max Ritter von Müller (* 1. Januar 1887 in Rottenburg a.d.Laaber; † 9. Januar 1918)
Jagdflieger
6. Johann Kapfenberger
Lehrer
7. Martin Heigl
Oberlehrer
8. Karl Leyser
Bezirksamtmann
9. Josef Stapfer
Baumeister
10. Adolf Lieb
Oberregierungsrat
11. Pater Wilhelm Fink OSB (* 9. Mai 1889 in Rottenburg a.d.Laaber; † 13. Februar 1965 in Metten),
Historiker, Benediktinermönch und Heimatforscher
12. Hugo Lang (* 3. Dezember 1892 in Rottenburg a.d.Laaber; † 1. Juni 1967 in München)
Abt von St. Bonifaz und Andechs
Verleihung am 10. August 1952
Lang wurde als großer unschätzbarer Sohn zum Ehrenbürger ernannt.
13. Martin Schmal (* 23. September 1891 in Plattling)
Hauptlehrer
Verleihung am 29. März 1958
Schmal hatte sich große Verdienste im Schulwesen erworben.
14. Michael Datzmann
mehrfacher Seitenwagensandbahnmeister
Verleihung am 20. September 1976

## Quelle
- Karlheinz Spielmann: Ehrenbürger und Ehrungen in der Bundesrepublik. 1965